# マリア・ラーク
マリア・ラーク（Maria Lark, 1997年6月20日 - ）は、アメリカ合衆国の女優である。ロシア出身。

## 出演作品

### テレビ
- ミディアム 霊能者アリソン・デュボア（ブリジット・デュボア）